# Lundakarnevalen 1924
Lundakarnevalen 1924 hölls som brukligt i maj. Karnevalstemat var den här gången Urkarneval, främst med tanke på Lunds domkyrkas nyligen renoverade astronomiska ur, Horologium Mirabile Lundense. Som emblem hade karnevalen en zodiak med en student i mitten.
På karnevalsprogrammens baksida stod det "Tryckt i en upplaga av 10,000 numrerade ex. av vilka detta är N:r 1". Programmen kostade 50 öre, för övrigt. Huvudförfattare till programmet var John Tandberg. Lunds Dagblad skrev den 19 maj att karnevalståget denna gång var helt unikt då det utgick i rätt tid. 
Karnevalsfilmen bar namnet Fritiofs saga efter ett av Esaias Tegnérs diktverk. Den parodierade samtida svenska filmer, främst Gösta Berlings saga. I Lilla salen på AF-borgen spelades Cabaret Intime och i ensemblen återfanns enligt rapporteringen en skönt sjungande Sten Broman. 